# Landesfestival des Polnischen Liedes

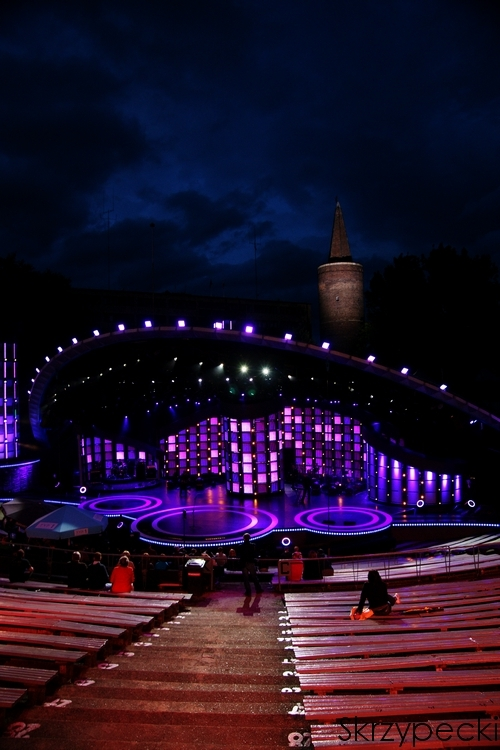
Das Amphitheater mit Piastenturm

Das Landesfestival des Polnischen Liedes (poln. „Krajowy Festiwal Piosenki Polskiej“) ist ein jährlich stattfindendes Musikfestival, das über einen langen Zeitraum in der Stadt Opole (Oppeln) veranstaltet wurde, weshalb es auch als Festiwal Opole bekannt wurde. Es wird als eine der wichtigsten Veranstaltungen neben dem Festival in Sopot angesehen. 
Erstmals wurde das Musikfestival 1963 veranstaltet und nur einmal 1982 während der Verhängung des Kriegsrechts unterbrochen. In späteren Jahren wurde das Programm um die Bereiche Rock und Hip-Hop erweitert.
Nach Streitigkeiten zwischen den Künstlern, dem Veranstalter TVP und der Stadt Oppeln und dem Verzicht einiger Künstler auf ihren Auftritt wurde die Austragung des Festivals 2017 in Oppeln abgesagt. Der Veranstalter TVP wünscht sich, das Festival fortan aus der Stadt Kielce zu übertragen. Möglicher Veranstaltungsort könnte das Freilufttheater Kadzielnia werden.

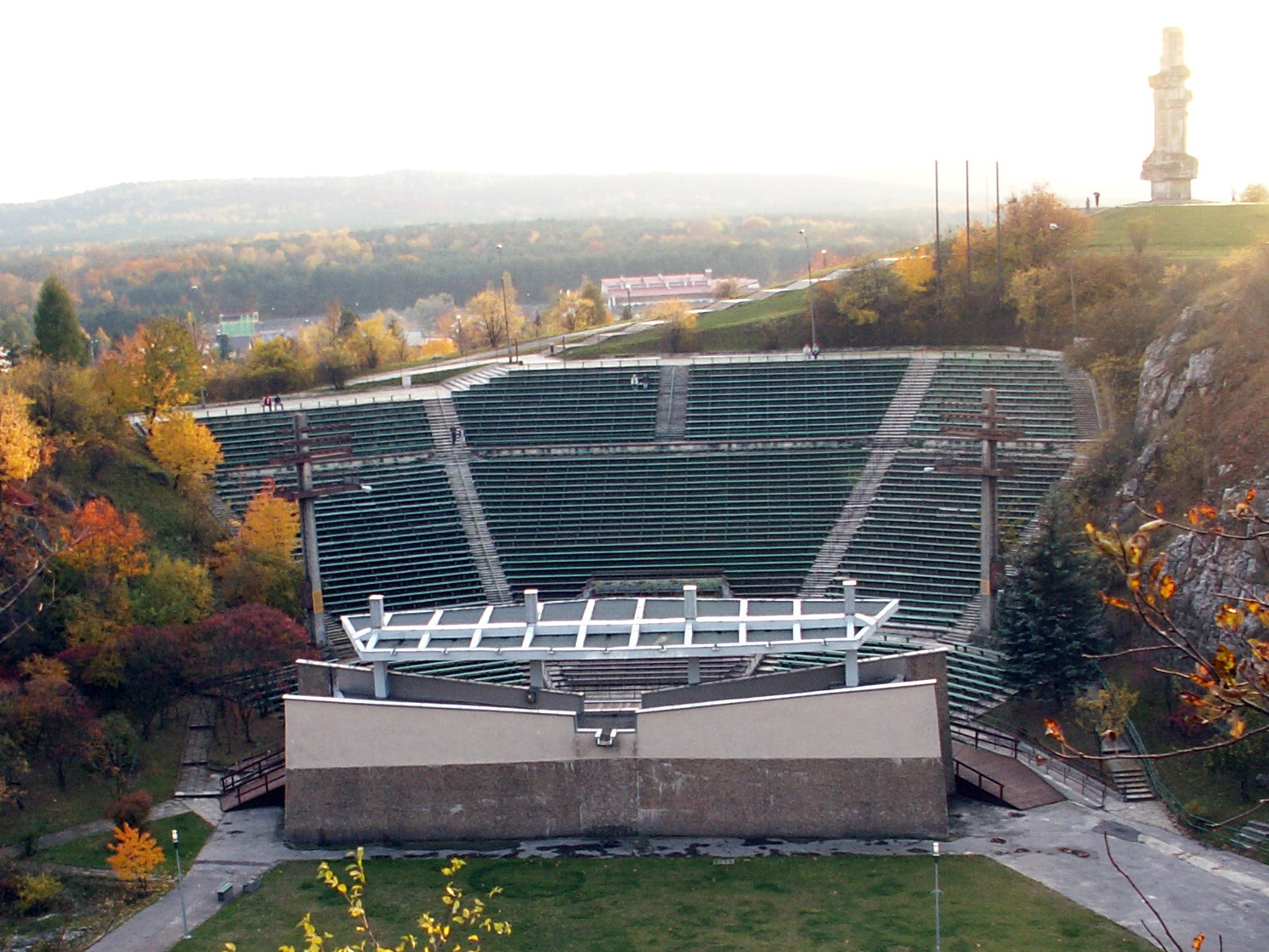
Freilufttheater Kadzielnia